# София Ъндърграунд
София Ъндърграунд (на английски: Sofia Underground) е международен фестивал за съвременно изкуство, наричан още фестивал на пърформънс изкуството (изкуство на живото действие).

## История
Фестивалът е основан през 1997 г. от художествения критик Руен Руенов. Двадесетата годишнина от стартирането на фестивала, се отбелязва през 2017 г.
През 2018 г. се провежда четиринадесетото издание на фестивала „София Ъндърграунд“. 

## Издание 2019 г.
Sofia Underground – 2019 постави гео-политическото понятие „Източният въпрос“. Изданието на фестивала се провежда в Енергийния център на Националния дворец на културата, на 20 април.
Тематичната рамка за изданието на фестивала е написана от Руен Руенов през юни 2011 г. Посветена е на паметта му, „напомняйки за вечното търсене“.
Програмата се състои от два модула – образователна програма – пост-теоретична конференция, фокусирана в съвременните форми на публично изкуство и пърформанс част – под или около Националния дворец на културата, както и в обществени пространства в София.